# コーパス100!で英会話
『コーパス100!で英会話』（コーパスひゃくでえいかいわ）は、2009年3月30日から9月25日までNHK教育テレビジョンで放送された語学講座番組である。

## 概要
2003年4月から3年間放送された『100語でスタート!英会話』の続編。半年間（100回）を一区切りとしてコーパスと呼ばれる言語の統計データから100個の英単語を取り上げ、それらの単語がどのように使われているかをスキットやランキングを通して解説する。ただし、1つの単語を2回にわけて取り上げることもあるため実際は100語ではない。

## 放送時間

### 2009年度上期
- 本放送：
  - 月曜日 - 木曜日　23:00 - 23:10
- 再放送：金曜日・土曜日　6:40 - 7:00
金曜日は月・火曜日分、土曜日は水・木曜日分を放送。
- 再々放送：翌週火曜日 - 金曜日 12:30 - 12:40

- 2009年8月10日 - 13日の本放送・8月13日・14日と8月22日の再放送は、アンコール編成のため、2009年8月3日 - 6日・8月7日・8日・8月11日 - 14日と同じ内容のものが放送される。
- 2009年8月11日 - 14日及び18日 - 21日は、高校野球のため翌週再放送分が放送できず、当該放送時間が変更される。
  - 8月11日 - 14日分は当日15:30 - 15:40に放送
  - 18日 - 21日分は22日15:35 - 16:15に4本連続
- 2009年8月25日 - 28日（8月24日 - 27日深夜）の本放送は、夏季特別編成のため、1時間遅れの0:00 - 0:10の放送となる。

## 番組内容
動詞・助動詞を中心に100個の単語を取り上げている。
NHKの英会話講座に独自につけられているレベルの目安で、レベル2 - 3（中学2年～中学3年レベル）と位置づけられている。
- ナビゲーター：マシューまさるバロン
- 生徒：福田萌
- 講師：投野由紀夫（東京外国語大学大学院地域文化研究科言語教育学講座准教授）

放映リスト
1. be(1)
2. have(1)（have + 名詞）
3. do(1)（疑問文で使われるdo）
4. get(1)（get + 名詞）
5. go(1)（go to ~、go + 副詞）
6. say(1)
7. know(1)
8. think(1)
9. be(2)（be + 名詞・形容詞）
10. see(1)
11. come(1)
12. mean(1)
13. have(2)（have to + 動詞の原型）
14. want(1)（want + 名詞）
15. take(1)（take + 名詞）
16. look(1)
17. do(2)（動詞のdo）
18. make(1)（make + 名詞）
19. put(1)
20. give(1)（give + 人 + もの）
21. be(3)（be + 前置詞 + 名詞）
22. tell
23. like(1)（like to + 動詞の原型）
24. need
25. have(3)（have + 動詞の過去分詞）
26. work(1)
27. use
28. try
29. do(3)（doを含むフレーズ）
30. get(2)（get + 形容詞）
31. find(1)（find + 名詞）
32. ask(1)
33. go(2)（go + 形容詞・副詞）
34. talk
35. say(2)（日本人が使いこなすのに少し苦労しそうなフレーズ）
36. start
37. be(4)（be + 動詞の現在分詞・過去分詞）
38. know(2)（know + 疑問詞で始まる節・句）
39. keep(1)
40. call(1)
41. have(4)（have + 名詞 + 形容詞・動詞の原型・現在分詞・過去分詞）
42. think(2)（think のフレーズ）
43. leave(1)
44. see(2)（see + 疑問詞で始まる節・句）
45. happen
46. get(3)（get + 名詞 + to + 動詞の原型）
47. come(2)（come の句動詞）
48. thank
49. mean(2)
50. pay
51. want(2)（want + 名詞 + to + 動詞の原型）
52. remember
53. take(2)（take + 名詞）
54. go(3)（go の句動詞）
55. feel
56. look(2)（look の句動詞）
57. bring(1)
58. come(3)（come の句動詞）
59. let
60. make(2)（make + 名詞・もの + 動詞の原型・形容詞）
61. buy
62. give(2)（give + 名詞）
63. hear
64. put(2)（put の句動詞）
65. move
66. take(3)（take の便利フレーズ）
67. like(2)（like の慣用的なフレーズ）
68. seem
69. play
70. make(3)（make の句動詞）
71. work(2)（work の句動詞）
72. run
73. live
74. give(3)（give + 名詞 + 名詞）
75. turn(1)
76. find(2)
77. ask(2)
78. keep(2)
79. show
80. call(2)（call の句動詞）
81. stop
82. leave(2)
83. help
84. meet
85. bring(2)（bring の句動詞）
86. set
87. turn(2)（turn の句動詞）
88. hold
89. break(1)
90. take(4)（take の句動詞）
91. believe
92. mind
93. forget
94. get(4)（get の句動詞）
95. speak
96. follow
97. break(2)（break の句動詞）
98. become
99. watch
100. give(4)（give の句動詞）